# Kobyly
Kobyly är en ort i Tjeckien. Den ligger i den norra delen av landet, 70 km nordost om huvudstaden Prag. Kobyly ligger 336 meter över havet och antalet invånare är 299.
Terrängen runt Kobyly är platt åt sydväst, men åt nordost är den kuperad.Runt Kobyly är det ganska tätbefolkat, med 100 invånare per kvadratkilometer. Närmaste större samhälle är Liberec, 17,8 km norr om Kobyly. Omgivningarna runt Kobyly är en mosaik av jordbruksmark och naturlig växtlighet.